# Asociace dopravních, spedičních a servisních společností Středních Čech
Asociace dopravních, spedičních a servisních společností Středních Čech (zkratkou ADSSS) patří mezi významnější česká dobrovolná sdružení dopravců v osobní i nákladní dopravě. Kolem roku 1992 byla ustavena jako platforma pro spolupráci firem, které vznikly transformací krajských podniků ČSAD ve Středočeském kraji a v Praze.
Asociace si, shodně s jinými podobnými sdruženími dopravců, klade za cíl hájit profesní i specifické zájmy členů a podílet se na tvorbě právních předpisů souvisejících s podnikáním v silniční dopravě. Výrazně velkou pozornost přitom věnuje veřejné osobní dopravě. Valných hromad asociace se pravidelně účastní zástupci Středočeského kraje, ministerstva dopravy, organizace ROPID, často i magistrátu hl. m. Prahy. Přestože asociace zůstala v původním krajském vymezení působnosti (na členy, kteří podnikají zejména na území Středočeského kraje a hlavního města Prahy), významem a aktivitou je téměř srovnatelná s asociací ADSSF, která podobným způsobem vznikla v Jihomoravském kraji a má dnes celostátní působnost.

## Struktura
V čele asociace stojí prezident a tři viceprezidenti, kteří řídí odborné sekce. V roce 2007 byl prezidentem asociace František Neterda. Od roku 2012 je prezidentem Daniel Adamka. Kontrolu hospodaření asociace provádí tříčlenná revizní komise. Asociace úzce spolupracuje se státní správou, zejména Ministerstvem dopravy, Středočeským krajem a hlavním městem Prahou, prostřednictvím příspěvkových organizací IDSK a ROPID. Dále spolupracuje s dalšími význačnými dopravními sdruženími. Má i zastoupení v představenstvu Svazu dopravy České republiky, který sdružuje všechny druhy dopravy a spolupracuje s ČESMAD BOHEMIA.
Představenstvo: Daniel Adamka (prezident), František Neterda (viceprezident), Štěpán Ševčík (viceprezident)
Revizní komise: Ludomír Landa (předseda), Radislav Rožánek a Pavel Kopřiva.

## Členové
- Transdev Střední Čechy
- Arriva City
- Arriva Střední Čechy
- ČSAD Benešov
- ČSAD MHD Kladno
- ČSAD INGSPED Praha
- ČSAD POLKOST
- ČSAD Praha holding
- ČSAD Střední Čechy
- ČSAD SVT Praha
- Okresní autobusová doprava Kolín
- KD SERVIS
- Martin Uher
- TEZAS servis